# George van Riet
G.J.M. (George) van Riet (Breukelen, 27 april 1934 – Weert, 13 oktober 1999) was een Nederlands burgemeester. Hij was lid van de KVP en het CDA.
Hij was econoom/administrateur van het seminarie Rolduc en daarnaast wethouder van Brunssum voor hij in oktober 1977 benoemd werd tot burgemeester van Haelen. Van Riet zou die functie tot 1995 blijven uitoefenen. Hij overleed in 1999 op 65-jarige leeftijd.